# 츄디가는주머니쥐
츄디가는주머니쥐(Marmosops impavidus)는 남아메리카에 사는 주머니쥐의 일종이다. 통용명은 스위스 자연학자 츄디(Johann Jakob von Tschudi)의 이름에서 유래했다. 볼리비아와 브라질, 콜롬비아, 에콰도르, 파라과이, 페루 그리고 베네수엘라에서 발견된다.